# Ri Mjong-guk
Ri Mjong-guk (korejsky: 리명국, hanča: 李明國; * 9. září 1986) je severokorejský fotbalista. V současné době[kdy?] hraje jako brankář za Pchjongjang City v severokorejské fotbalové lize.
V kvalifikaci na Mistrovství světa 2010 za Severokorejskou reprezentaci odehrál 15 zápasů, včetně čistého konta v rozhodujícím závěrečném zápase skupiny proti Saúdské Arábii. Po zápase prohlásil: "Cítil jsem se, jako bych bránil bránu do své vlasti". Za své výkony byl také nominován na cenu Asijský fotbalista roku 2009. Ri byl prvním brankářem Severní Koreje v brance na Mistrovství světa ve fotbale 2010. Odehrál všechny tři zápasy na mistrovství světa, včetně vysoké prohry 0:7 s Portugalskem. Od svého debutu v roce 2007 odehrál za národní tým více než 100 oficiálních zápasů, což z něj činí nejvytěžovanějšího hráče v historii severokorejského národního týmu.
Byl vyhlášen nejlepším mužským fotbalistou KLDR po dobu tří let po sobě, v letech 2014, 2015 a 2016. 
Jeho otec i strýc byli také brankáři národního týmu.